# Старий Диків (гміна)
Гміна Старий Диків (пол. Gmina Stary Dzików) — сільська гміна у східній Польщі. Належить до Любачівського повіту Підкарпатського воєводства.
Станом на 31 грудня 2011 у гміні проживало 4398 осіб.

## Територія
Згідно з даними за 2007 рік площа гміни становила 155.77 км², у тому числі:
- орні землі: 51.00 %
- ліси: 43.00 %

Таким чином, площа гміни становить 11.91 % площі повіту.

## Населення
Станом на 31 грудня 2011:
| Опис     | Загалом | Загалом | Чоловіки | Чоловіки | Жінки | Жінки |
| -------- | ------- | ------- | -------- | -------- | ----- | ----- |
| одиниця  | осіб    | %       | осіб     | %        | осіб  | %     |
| все      | 4398    | 100     | 2220     | 50.48    | 2178  | 49.52 |
| міське   | 0       | 100     | 0        |          | 0     |       |
| сільське | 4398    | 100     | 2220     | 50.48    | 2178  | 49.52 |

## Населені пункти
- Віткі (пол. Witki)
- Воля Цівківська (пол. Wola Cewkowska)
- Козіївка (пол. Koziejówka)
- Лебеді (пол. Lebiedzie)
- Мазярня (пол. Maziarnia)
- Милків (пол. Miłków)
- Мощаниця (пол. Moszczanica)
- Новий Диків (пол. Nowy Dzików)
- Парачівка (пол. Parachówka)
- Старий Диків (пол. Stary Dzików)
- Улазів (пол. Ułazów)
- Цівків (пол. Cewków)

## Історія
1 серпня 1934 р. було створено об'єднану сільську гміну Старий Диків в Любачівському повіті Львівського воєводства. До неї увійшли сільські громади: Милків, Мощаниця, Новий Диків, Старе Село, Старий Диків, Старі Олешичі, Улазів, Футори, Цівків.

У середині вересня 1939 року німці окупували територію гміни, однак вже 26 вересня 1939 року мусіли відступити, оскільки за пактом Ріббентропа-Молотова вона належала до радянської зони впливу. Однак Сталін обміняв Закерзоння на Литву і на початку жовтня СРСР передав північну половину гміни німцям, територію гміни розділив кордон, а з прикордонних сіл СРСР відселив селян у Південну Бесарабію. В червні 1941, з початком Радянсько-німецької війни, вся територія знову була окупована німцями. В липні 1944 року радянські війська оволоділи цією територією.
У жовтні 1944 року західні райони Львівської області віддані Польщі, а українське населення вивезено до СРСР та на понімецькі землі.

## Сусідні гміни
Гміна Старий Диків межує з такими гмінами: Адамівка, В'язівниця, Обша, Олешичі, Терногород, Чесанів.